# Edificio Lircay
El edificio Lircay, también conocido como Torre Lircay, es un inmueble residencial ubicado en la comuna chilena de Talca, Región del Maule. Se encuentra en calle 1 Sur. Fue construido entre los años 1972 y 1975, convirtiéndose en la primera torre de la región.

## Historia
El edificio comenzó a gestarse a inicios de la década de 1970 por parte del Banco de Talca, en ese entonces estatizado bajo la política de nacionalización del gobierno de Salvador Allende. La idea original era que contuviese una sucursal del banco y que fuera utilizado, principalmente, por los trabajadores de esa institución y sus familias.
En 1972 la construcción comienza, viéndose constantemente frenado por la escasez de materiales de la época. Según las crónicas, la construcción del edificio fue desarrollada por partes y solo en base a mano de obra humana, sin grúas ni otro tipo de maquinaria de gran capacidad.
En 1975 el edificio es inaugurado, siendo la torre más alta de la ciudad.

## Descripción
El edificio destaca por su prominencia en esta zona en particular. En sus alrededores próximos no hay edificios de tal altura, pues estos se concentran en otros puntos como el entorno de la Plaza de Armas y el sector oriente.
Consta de dos elementos principales: por un lado una nave comercial, la Galería Lircay, la cual es de dos pisos y se encuentra de frente a la calle 1 Sur. Este lugar es conocido por contener una gran cantidad de locales comerciales en su interior y por alinearse más con el resto de la infraestructura del entorno y; por otra parte, la torre de viviendas, la cual consta de quince plantas y que se ubica detrás de la galería, inmersa dentro de la manzana.
En su cima tiene un cartel publicitario de Coca-Cola, el cual ha alimentado su denotación como ícono del centro de Talca.